# 沃尔昌卡河
沃尔昌卡河（俄语：Река Волчанка），前称小乌吉密河（俄语：Река Сяудеми），清时称图尔瑚河（满语：Durho Bira），是滨海边疆区游击队区的河流，源起秃祖父山西南约2公里处，向西北流再向东南流，长26公里，流域面积197平方公里，在沃尔恰涅茨村西注入沃斯托克灣。上游的河谷狭窄，坡度陡峭，杂草丛生，少混交林，多灌木丛。中下游多沼泽，岔流、牛轭湖和沟，中游宽50至200米，下游宽1200至1300米，河口处宽2.5公里，夏季易发生洪水，11月底至12月初河流结冰，3月底至4月初化冻，没有凌汛。流域中有两个定居点，杜什基诺和沃尔恰涅茨。1972年更为现名。